# Trybliographa banatica
Trybliographa banatica is een vliesvleugelig insect uit de familie van de Figitidae. De wetenschappelijke naam van de soort is voor het eerst geldig gepubliceerd in 1968 door Ionescu.